# Aydar Zakarin
Aydar Zakarin (Lipetsk, 31 de octubre de 1994) es un ciclista ruso que fue profesional entre 2013 y 2017. Es el hermano pequeño del también ciclista Ilnur Zakarin.

## Palmarés
No logró victorias como profesional